# Hey Jimi
Hey Jimi – Polskie gitary grają Hendrixa – wydawnictwo muzyczne wydane przez spółkę Agora SA z okazji odbywającego się we Wrocławiu Thanks Jimi Festival 2008 związanego z Gitarowym Rekordem Guinnessa. Zawiera książeczkę opisującą czasy premiery utworu Hey Joe w Polsce oraz dołączony album płytowy. Na płycie znalazły się głównie utwory skomponowane przez Jimiego Hendrixa specjalnie nagrane na to wydawnictwo przez czołowych polskich gitarzystów. Płyta powstała z inicjatywy Jana Chojnackiego i Leszka Cichońskiego, który do nagrań zaprosił swoich przyjaciół. Tytuł składanki jest nawiązaniem do utworu Hey Joe. W nagraniach udział wzięli: Jan Borysewicz, Leszek Cichoński, Zbigniew Hołdys, Mieczysław Jurecki, Wojciech Klich, Jacek Królik, Marek Raduli, Sebastian Riedel, Jerzy Styczyński, Ryszard Sygitowicz, Krzysztof Ścierański oraz Wojciech Waglewski wraz z towarzyszącymi im muzykami. Płyta dedykowana jest Januszowi Kosińskiemu.

## Lista utworów i wykonawcy
| 1.  | Fire (Jimi Hendrix) – Zbigniew Hołdys | 3:38  |
|     | - Zbigniew Hołdys – gitary, bas, flet galaktyczny, chór - Tytus Hołdys – gitara akustyczna, chór - Grzegorz Grzyb – perkusja, tamburyn |       |
| 2.  | Voodoo Child (Slight Return) (Jimi Hendrix) – Leszek Cichoński | 3:56  |
|     | - Leszek Cichoński – gitary, śpiew - Robert Jarmużek – klawisze - Kuba Olejnik – kontrabas– - Łukasz Sobolak – perkusja |       |
| 3.  | The Wind Cries Mary (Jimi Hendrix) – Wojciech Waglewski | 3:40  |
|     | - Wojciech Waglewski – gitary - Bartek Boruta Łęczycki – harmonika ustna - Jacek Prokopowicz – organy Hammonda - Filip Jurczyszyn – kontrabas - Emade – perkusja                                                                                   |       |
| 4.  | Crosstown Traffic (Jimi Hendrix) – Jacek Królik i Ryszard Sygitowicz | 3:30  |
|     | - Jacek Królik – gitara (drugie solo) - Ryszard Sygitowicz – gitara (pierwsze solo) - Małgorzata Stępień – śpiew - Wojciech Fedkowicz – perkusja - Łukasz Adamczyk – bas - Michał Jurkiewicz – klawisze                                            |       |
| 5.  | Power Of Soul (Jimi Hendrix) – Jan Borysewicz | 3:52  |
|     | - Jan Borysewicz – gitara, śpiew - Wojtek Pilichowski – gitara basowa - Kuba Jabłoński – perkusja - Mariusz „Georgia” Pieczara – śpiew |       |
| 6.  | Little Wing (Jimi Hendrix) – Cichoński/Riedel/Styczyński | 7:44  |
|     | - Ewelina Flinta – śpiew - Leszek Cichoński – gitara (drugie solo) - Jerzy Styczyński – gitara (pierwsze solo) - Jacek Królik – gitara - Sebastian Riedel – gitara - Robert Jarmużek – klawisze - Tomasz Grabowy – bas - Łukasz Sobolak – perkusja |       |
| 7.  | Angel (Jimi Hendrix) – Ryszard Sygitowicz i Jacek Królik | 5:12  |
|     | - Ryszard Sygitowicz – gitara (drugie solo) - Jacek Królik – gitara (pierwsze solo) - Marcin Furmański – śpiew - Wojciech Fedkowicz – perkusja - Łukasz Adamczyk – bas - Michał Jurkiewicz – klawisze                                              |       |
| 8.  | Red House (Jimi Hendrix) – Cichoński/Riedel/Styczyński | 6:19  |
|     | - Leszek Cichoński – gitara (trzecie solo) - Sebastian Riedel – gitara (pierwsze solo), śpiew - Jerzy Styczyński – gitara (drugie solo) - Robert Jarmużek – klawisze - Tomasz Grabowy – bas - Łukasz Sobolak – perkusja                            |       |
| 9.  | Wild Thing (Chip Taylor) – Vintage | 3:01  |
|     | - Mieczysław Jurecki – bas - Krzysztof Wałecki – gitara, śpiew - Paweł Szafraniec – perkusja |       |
| 10. | Third Stone From The Sun (Jimi Hendrix) – Marek Raduli i Krzysztof Ścierański | 6:35  |
|     | - Marek Raduli – gitara - Krzysztof Ścierański – bas - Winicjusz Chróst – gitara - Przemysław Kuczyński – perkusja |       |
| 11. | Manic Depression (Jimi Hendrix) – Wojciech Klich | 4:00  |
|     | - Wojciech Klich – gitary, śpiew - Krzysztof Flipper Krupa – perkusja - Jerzy Kobra Drobot – bas |       |
| 12. | Thanks Jimi (muz. Leszek Cichoński; sł. Wojciech Staszewski) – Leszek Cichoński i Marek Raduli | 4:56  |
|     | - Sebastian Riedel – śpiew - Leszek Cichoński – gitara - Marek Raduli – gitara - Robert Jarmużek – klawisze - Tomasz Grabowy – bas - Łukasz Sobolak – perkusja                                                                                     |       |
|     | | 56:23 |
|     | |       |
- Jan Chojnacki – producent
- Leszek Cichoński – producent wykonawczy
- Andrzej Pągowski – projekt graficzny